# Bitva v Jávském moři
Bitva v Jávském moři byla námořní bitvou v rámci první fáze pacifické kampaně druhé světové války. Námořní síly USA, Velké Británie, Nizozemského království a Austrálie pod společným velením ABDACOM se v ní střetly s japonským císařským námořnictvem ve snaze zastavit japonskou invazi do Nizozemské východní Indie. Během denní fáze bitvy 27. února 1942 přišli Spojenci o dva torpédoborce, zatímco těžký křižník HMS Exeter byl těžce poškozen a ustoupil z boje. Zbývající čtyři spojenecké křižníky se pokusily o noční útok na japonský invazní konvoj, ale ani tentokrát se jim nepodařilo proniknout skrz japonský doprovod: po zásazích torpédy se potopily oba nizozemské křižníky (vlajkový De Ruyter a Java) a zbytek spojeneckého svazu ustoupil. Nizozemský admirál Doorman zahynul při potopení své vlajkové lodě. Spojenecký útok znamenal odložení invaze japonských sil na východní Jávu o jeden den, zastavit ji však nedokázal.
Po bitvě v Jávském moři se Spojenci pokusili evakuovat zbývající námořní síly z Jávy na Cejlon a do Austrálie, což se ale povedlo pouze menším jednotkám, zatímco všechny tři zbývající spojenecké křižníky byly potopeny v následujících bitvách v Sundském průlivu a u Baweanu.

## Předehra
Po bitvě v Badungském průlivu byla Jáva ze tří stran obklíčena. Japonci dokončili většinu akcí v jihovýchodní Asii a mohli tak většinu svých sil soustředit na invazi na Jávu. Naproti tomu Spojenci otřesení řadou porážek i mimo tento prostor neměli prakticky žádnou možnost, jak posílit nedostatečnou obranu v oblasti Indonésie.

## Poměr sil a plány stran
Invazní loďstvo tvořilo 41 transportních lodí. Blízkou ochranu jim zajišťovala skupina lodí pod vedením kontradmirála Šódži Nišimury ve složení: lehký křižník Naka a torpédoborce Murasame, Samidare, Harusame, Júdači, Asagumo a Minegumo. Další blízkou ochranu poskytovala skupina lodí pod velením kontradmirála Raizó Tanaki ve složení: lehký křižník Džincú a torpédoborce Jukikaze, Amacukaze, Tokicukaze, Hacukaze, Ušio, Sazanami, Jamakaze a Kawakaze. Vzdálenou podporu prováděla skupina pod velením kontradmirála Takea Takagiho ve složení těžký křižník Nači a Haguro.
Snahou kontradmirála Karla Doormana který velel spojeným silám USA, Velké Británie, Nizozemska a Austrálie (ABDA) bylo napadnout japonské transportní lodě a zabránit vylodění na Jávě. Doorman měl k dispozici těžké křižníky HMS Exeter a USS Houston, lehké křižníky Hr. Ms. De Ruyter, Hr. Ms. Java a HMAS Perth a torpédoborce Hr. Ms. Witte de With, Hr. Ms. Kortenaer, HMS Electra, HMS Jupiter, HMS Encounter, USS John D. Edwards, USS Paul Jones, USS John D. Ford a USS Alden.
Na první pohled by se mohlo zdát, že poměr sil byl přibližně vyrovnaný, ovšem šlo pouze o zdání. I když pomineme zastaralost některých spojeneckých lodí, je třeba si uvědomit, že spojenecké síly tvořily nesourodou směs čtyř námořnictev - nikdy dříve společně nebojovaly a kombinovaly 3 různé tradice námořního boje. Navíc japonská strana disponovala vzdušnou převahou. Údery japonských letadel a dokonalý přehled o situaci, který letecký průzkum dodával japonským velitelům, poskytoval japonské straně výhodu, která by sama o sobě stačila k rozhodnutí střetnutí.

## Průběh bitvy
V denní části bitvy byly potopeny torpédoborce Kortenaer a Electra. Vyřazeny z boje byly torpédoborec Asagumo (druhý den doplul vlastní pomocí za doprovodu torpédoborce Minegumo do Balikpapanu) a těžký křižník Exeter, který doplul za doprovodu torpédoborce Witte de With o půlnoci do Surabaye.
V noční části bitvy byly potopeny lehké křižníky De Ruyter a Java a torpédoborec Jupiter. Kontradmirál Karel Doorman se potopil spolu se svou vlajkovou lodí De Ruyter.

## Po bitvě
Doormanův neúspěch umožnil japonské vylodění v Kraganu, které se uskutečnilo 28. února. Toto vylodění kryly těžké křižníky Mikuma a Mogami, lehký křižník Natori a 10 torpédoborců. Při pokusech o zabránění vylodění byla potopena v dílčích bitvách většina zbývajících lodí. V Sundském průlivu těžký křižník Houston a lehký křižník Perth a u Baweanu těžký křižník Exeter a torpédoborce Encounter a USS Pope. Zbytek lodí, které se zachránily, odplul na Cejlon nebo do Austrálie. Japonci ztratili druhý den bitvy minolovku W-2 a transportní lodě Sakura Maru a Horai, převážně v důsledku vlastní palby. Generál Hein Ter Poorten, velitel spojeneckých pozemních jednotek na Jávě, kapituloval 9. března 1942.